# Thomas Charles Kaufman
Thomas Charles Kaufman ist ein US-amerikanischer Genetiker. Er ist bekannt für seine Arbeiten über die Zeste-Weiß-Region der Drosophilidae. Er ist derzeit Professor für Biologie an der Indiana University Bloomington, wo er seine aktuellen Forschungen über Homöotische Gene in Evolution und Entwicklung betreibt.

## Ausbildung
Kaufman schrieb sich 1962 an der California State University in Northridge ein. Dort kam er in das Labor von George Lefevre, der Kaufman dazu inspirierte, eine Karriere in der Genetik anzustreben und die Drosophila als Modellsystem seiner Wahl zu verwenden.
Im Jahr 1970 erlangte Kaufmann seinen Doktortitel an der University of Texas. Dort arbeitete er unter anderem mit dem Biologen Burke Judd zusammen. Seine Arbeit konzentrierte sich zunächst vor allem auf die Sättigungsmutagenese sowie die Entwicklungsgenetik der Zeste-White Region des X-Chromosoms von Drosophila. Diese Forschung wurde zu einer klassischen Studie in der Genetik. Ziel war es, das Prinzip „ein Gen – eine Bande“ zu testen. Seine Ergebnisse trugen dazu bei, die Größe des Drosophila-Genoms zu schätzen, lange bevor das Verfahren der Gensequenzierung entwickelt wurde.
Daraufhin schloss sich Kaufman der David Suzukis Gruppe an der University of British Columbia bei ihrer Forschung über temperaturempfindlichen Mutationen an. Er war dort als Postdoktorand tätig.

## Forschung und Karriere
Nach einem einjährigen Forschungsaufenthalt bei David Suzuki begann Kaufman eigenständige Forschungen in Vancouver. Während dieser Zeit begann Kaufman seine Zusammenarbeit mit Rob Denell, die sich auf eine Reihe von Mutationen konzentrierte, die dominante Defekte im Kopf und vorderen Thorax der Fliege verursachten.
Im Jahr 1983 wurde Kaufman in Distinguished Professor an der Indiana University, wo er bis heute tätig ist. In dieser Zeit definierte Kaufman den Antennapedia-Genkomplex. Er entdeckte, dass diese Gruppe von Genen die vorderen Segmente im Embryo und bei Erwachsenen kontrolliert. Kaufman weitete seine Arbeit aus und untersuchte die HOX-Gene (homöotische Gencluster) bei Insekten.
Kaufman gründete und entwickelte FlyBase, eine Datenbank, die Daten über Drosophila organisiert. Zudem half er bei der Gründung des Bloomington Drosophila Stick Center und des Drosophila Genomics Resource Center. Kaufmans aktuelle Forschungsarbeiten befassen sich nach wie vor stark mit dem HOX-Gen. Zudem beschäftigt er sich für Proteomveränderungen im Kopf der alternden Drosophila.
In seiner persönlichen Erklärung für die National Academy of Sciences heißt es:

„Das Ziel meines Labors ist es, zum Verständnis der genetischen Regulation der Entwicklung höherer Organismen beizutragen. Die homeotischen (Hox)-Gene von Drosophila Melanogaster sind unser Hauptaugenmerk. Homöotische Läsionen bewirken, dass ein Teil des Tieres in eine Identität umgewandelt wird, die normalerweise an anderer Stelle zu finden ist. Die Rolle der Hox-Gene lässt sich am besten als eine Reihe von Entwicklungsschaltern für Entscheidungen über das Schicksal von Segmenten betrachten. Die kodierte Homöodomäne hat gezeigt, dass diese Schalteraktivität durch die Transkriptionsregulation von Zielgenen ausgeführt wird.“

Später erweiterte er seine Forschungen von Drosophila auf mehrere andere Insekten und Mitglieder anderer Unterstämme der Arthropoden, wie Crustacea, Chelicerata und Myriapoda. Er verwendet die Technik der RNA-vermittelten Genhemmung (RNAi), um die Evolution des HOX-Gens zu untersuchen.

## Auszeichnungen und Ämter
- Vorsitz der National Drosophila Board seit 2001[8]
- Mitglied der National Academy of Sciences seit 2008[9]
- Mitglied der American Association for the Advancement of Science seit 2007[6]
- George W. Beadle Medal (2005)[1]
- 1999: Mitglied der American Academy of Arts and Sciences[1]
- 1998: Edwin G. Conklin Medaille[1]
- 1993,  Distinguished Professor der Biologe an der Indiana University[1]
- Mitglied der Genetics Society of America[1]